# Karczma w Jeleśni
Karczma w Jeleśni (zwana też Starą karczmą) – zabytkowa, drewniana karczma w Jeleśni (Beskid Żywiecki), prawdopodobnie z XVIII wieku.
W XVIII wieku istnienie karczm w beskidzkich wioskach było powszechne – stanowiły one nie tylko miejsce postoju karawan na szlaku, ale i spotkań kupieckich, konsumpcji jedzenia i napitku, odgrywały także rolę etapowych wozowni, sprzedawały karmę dla zwierząt (koni) oraz świadczyły usługi noclegowe. Na 100 wiosek w rejonie Beskidów przypadało około 70–80 karczm, przede wszystkim przy ważnych trasach i ciągach komunikacyjnych. Do chwili obecnej, zachowały się tylko dwa autentyczne obiekty zabytkowe z tego okresu: w Suchej Beskidzkiej (Karczma „Rzym”) i Jeleśni.

## Historia
Według różnych źródeł powstanie karczmy datuje się na przybliżony wiek XVIII, ale być może postawiono ją znacznie wcześniej, nawet w XVI w (pierwszy kościół w Jeleśni powstał już w 1584 roku, za czasów Anny Jagiellonki). Pierwszymi osadnikami Jeleśni byli pasterze wołoscy i to oni byli cieślami i zbudowali obiekt leśniczówki w Jeleśni, z polecenia J.K.M. drzewiczego Macieja Kantorowskiego ze starego zamku w Żywcu, a następnie z całą osadą Jeleśniańską. Pierwotnie karczma była leśniczówką, wybudowaną wraz ze stojącą obok po dziś dzień gajówką (obecnie przedszkole), dopiero później przyjęła rolę karczmy. Plac między karczmą a kościołem był popularnym miejscem targowym na ważnym szlaku kupieckim łączącym Żywiec z Orawą (fragment szlaku bursztynowego), a zatem miejsce to wybrano przemyślanie przez pisarza J.K.M. z komory żywieckiej. Strop w centralnej sali, według podań przeniesiono z krakowskich Sukiennic w XIX w. Widnieje na nim data 1774, co jest głównym przyczynkiem do datowania karczmy właśnie na wiek XVIII. W XIX w. przeprowadzono generalny remont karczmy wraz z jej rozbudową. Wtedy też dodano bardzo charakterystyczny ganek i skrzydło tylne. W czasie II wojny światowej w karczmę uderzył pocisk artyleryjski, poważnie ją uszkadzając, co spowodowało konieczność przeprowadzenia kolejnego remontu, w latach powojennych 1939–1945.

## Architektura
Karczma ma konstrukcję wieńcową. Strop podtrzymuje sosręb (solidna, gruba belka). Budowlę nakrywa polski dach łamany. Dawniejsza sień, umożliwiająca przejazd na przestrzał i dzieląca ją na dwie części, już nie istnieje. Po prawej stronie (od rynku) znajdowała się część noclegowa, a po lewej część gastronomiczna (kuchnia, bufet, stoły). Cała budowla zajmuje powierzchnię 490 m². Na zapleczu znajdowały się pomieszczenia dla koni i bydła. Na poddaszu magazynowano siano, słomę, a także urządzono pokoje dla służby. Obiekt zdobią wizerunki końskich łbów. Najciekawsza jest duża sala bufetowa – kominek służył nie tylko przygotowywaniu strawy, ale także umożliwiał nocowanie na tzw. przypiecku. Tak więc sala bufetowa także służyła jako sypialnia – na ławach rozkładano skóry zwierzęce, a pod głowę kładziono poszewki wypełnione sianem. Na drewnianej listwie wokół sali umieszczono obrazy ze świeckimi scenkami ludowymi. Dodatkowo wnętrze urozmaicają ozdoby z bibułki, z których słyną okolice Jeleśni. W rogu Sali znajduje się tzw. stolnica, na której zasiadała ludowa kapela – uroczystości takie jak wesela, chrzciny, jubileusze (podobnie jak dziś) były jednym z ważnych źródeł utrzymania karczmy.
W XVII i XVIII wieku w Beskidach grasowało wielu zbójników – często zaglądali oni do jeleśniańskiej karczmy, prawdopodobnie również okradając jej klientów. Jednym z nich był Jurek Fiedor zwany Proćpakiem (dopóki nie ukarano go śmiercią w pobliskiej Kamesznicy).
Karczma w 1838 roku stała się ponownie własnością rodu Habsburgów z Żywca. Pod koniec XIX w. kupiła ją rodzina Witków z Jeleśni, w 1954 r. sprzedano ją Gminnej Spółdzielni „Samopomoc Chłopska” w Jeleśni. 
Obecnie mieści się tu restauracja i kawiarnia. Przy wejściu widnieje napis Cyś to chłopie osaloł, cy ty ni mos rozumu, karcma stoi u drogi, a ty idzies do domu.
Karczma znajduje się na Szlaku Architektury Drewnianej województwa śląskiego (trasa główna).

## Galeria

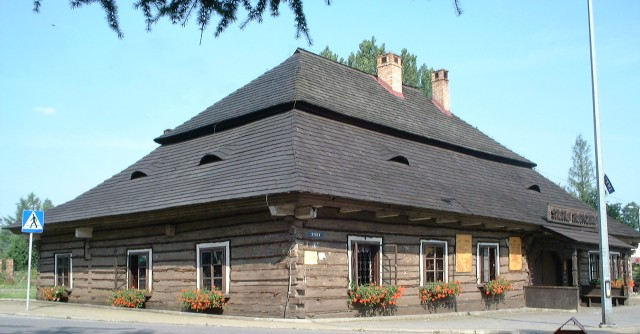
Karczma w Jeleśni
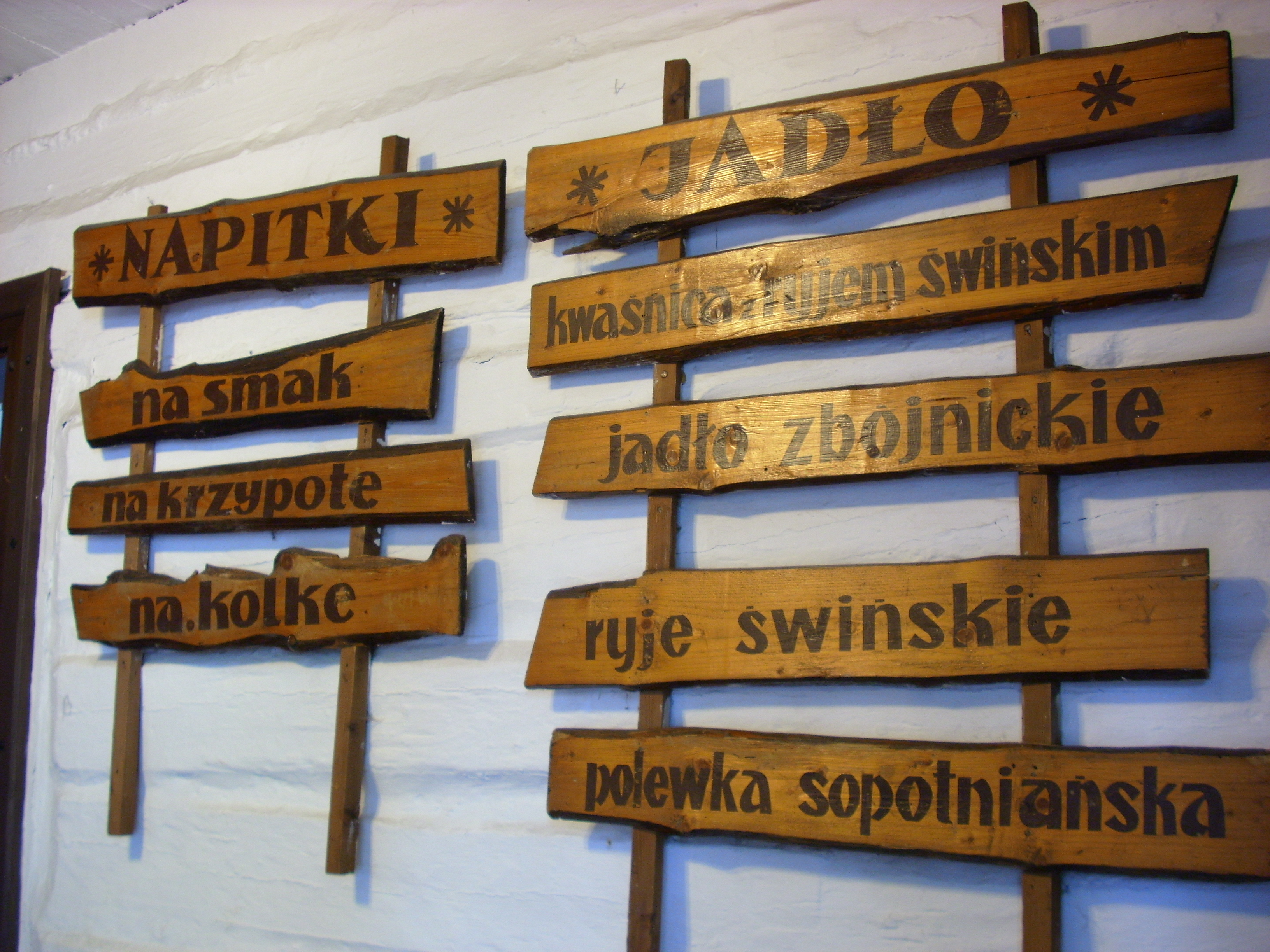
Humorystyczna karta menu w Karczmie
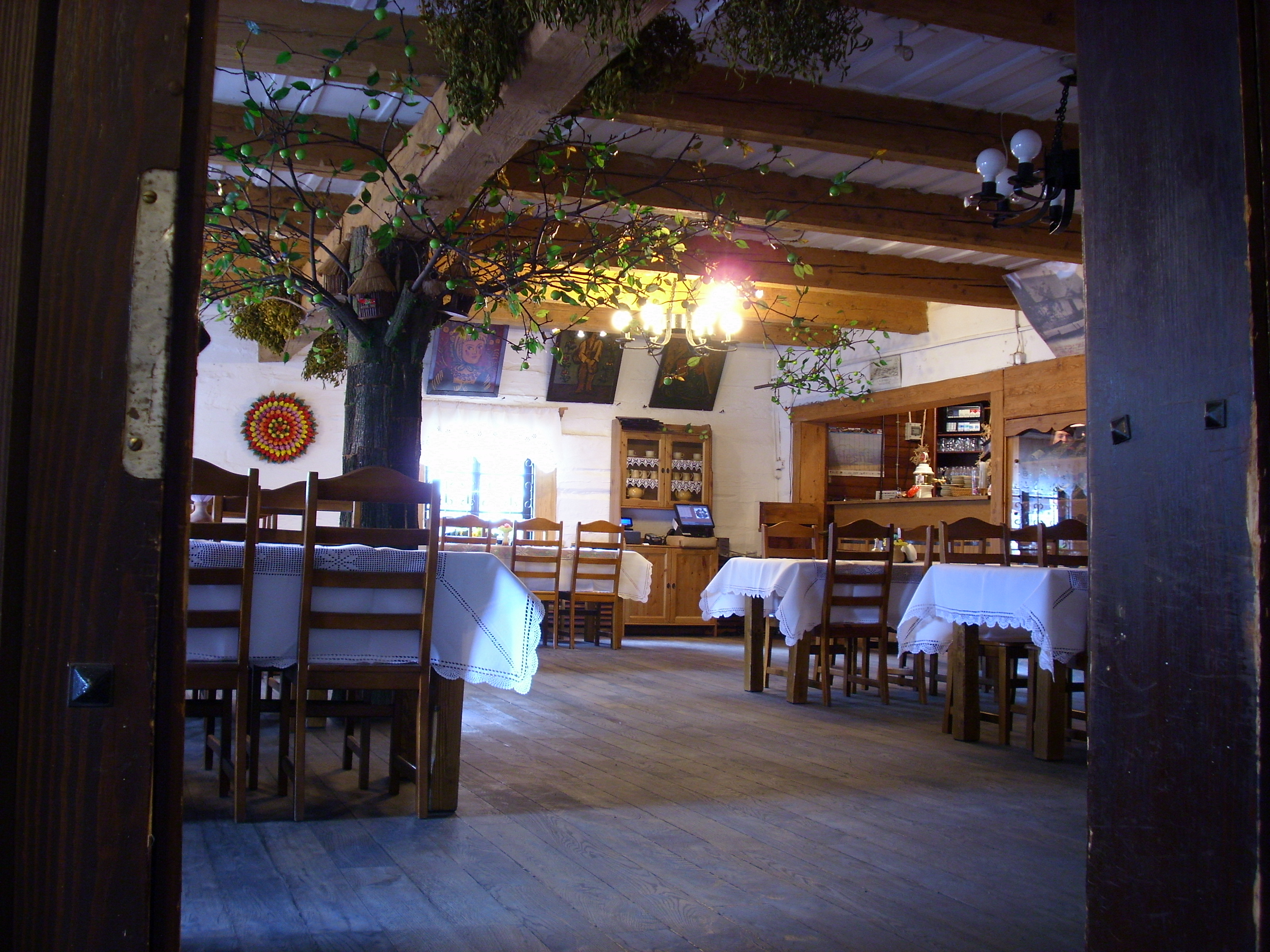
Sala Główna w Starej Karczmie
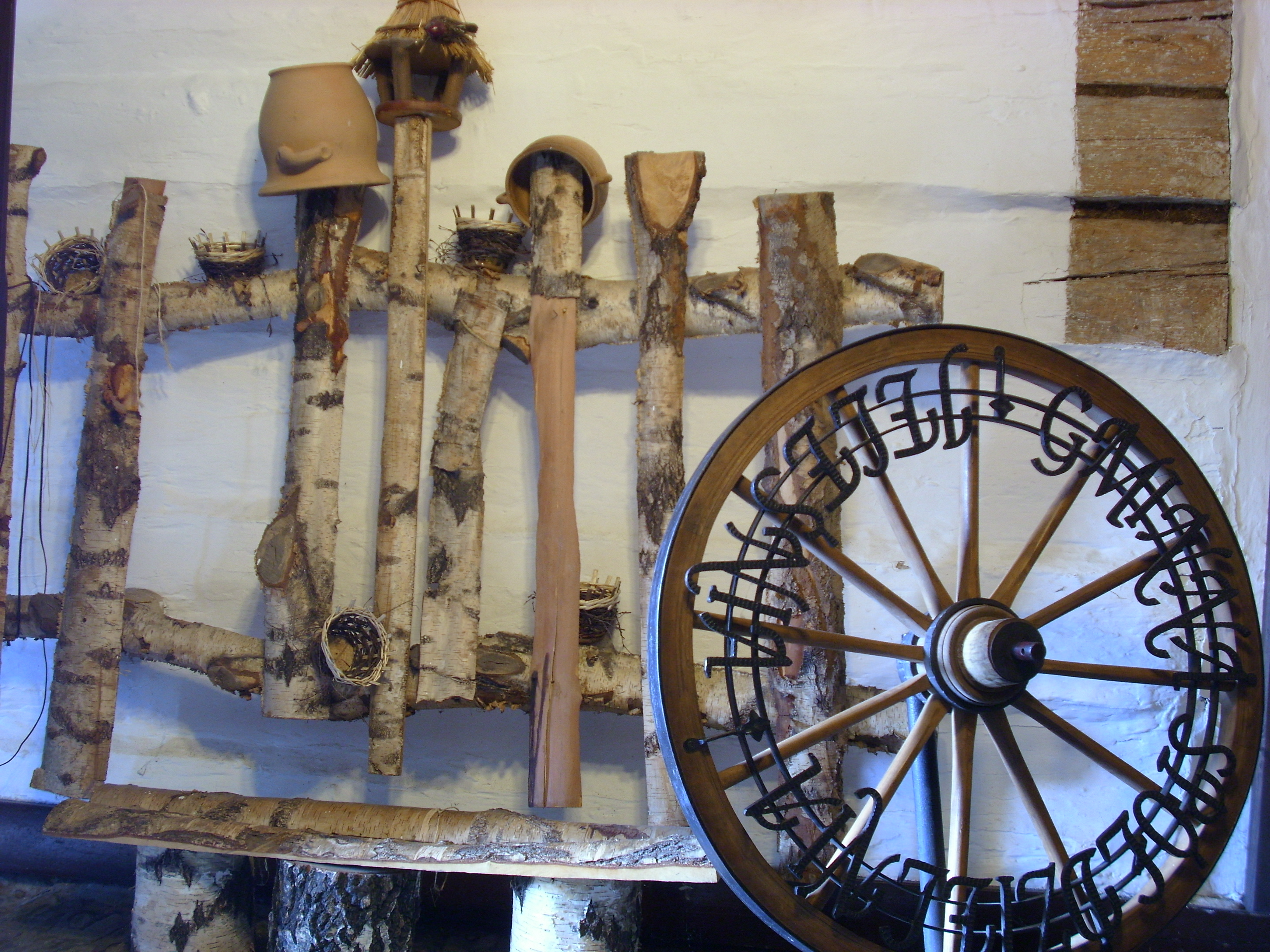
Wystrój Starej Karczmy